# Orchestia magnifica
Orchestia magnifica is een vlokreeftensoort uit de familie van de Talitridae. De wetenschappelijke naam van de soort is voor het eerst geldig gepubliceerd in 1931 door Vecchi.